# Битлис (вилајет)
Вилајет Битлис (тур. Bitlis ili) је вилајет у Турској смештен у источној Анатолији. Са популацијом од 328.767 становника. Административни центар вилајета је град Битлис. Вилајет, географски као и економски, је део региона Источна Анадолија.